# Kaszubskie Klify
Kaszubskie Klify (kod PLH220072) – specjalny obszar ochrony siedlisk sieci Natura 2000, zlokalizowany na terenie województwa pomorskiego. Obszar obejmuje powierzchnię 227,61 ha. Teren  wyznaczony został w celu długotrwałego zabezpieczenia naturalnych siedlisk życia oraz populacji zagrożonych wymarciem gatunków zwierząt (z wyłączeniem ptaków) takich jak foka szara Halichoerus grypus.

## Siedliska pod ochroną(zkodem siedlisk)
- 1210 kidzina na brzegu morskim
- 1230 klify na wybrzeżu Bałtyku
- 2120 nadmorskie wydmy białe (Elymo-Ammophiletum),
- 2130 nadmorskie wydmy szare,
- 6120 ciepłolubne, śródlądowe murawy napiaskowe (Koelerion glaucae)
- 9110 kwaśne buczyny (Luzulo-Fagetum)
- 9130 żyzne buczyny (Dentario glandulosae Fagenion, Galio odorati-Fagenion)